# Lithachne humilis
Lithachne humilis är en gräsart som beskrevs av Thomas Robert Soderstrom. Lithachne humilis ingår i släktet Lithachne och familjen gräs. Inga underarter finns listade i Catalogue of Life.